# Bürgermeisterei Olmscheid
Die Bürgermeisterei Olmscheid war eine von ursprünglich 29 preußischen Bürgermeistereien, in die sich der 1816 neu gebildete Kreis Prüm im Regierungsbezirk Trier verwaltungsmäßig gliederte. Von 1822 an gehörte der Regierungsbezirk Trier, damit auch die Bürgermeisterei Olmscheid, zu der in dem Jahr neu gebildeten Rheinprovinz. Der Verwaltung der Bürgermeisterei unterstanden drei Gemeinden. Der Verwaltungssitz war in Olmscheid, später in der heutigen Ortsgemeinde Daleiden im Eifelkreis Bitburg-Prüm in Rheinland-Pfalz.
Die Bürgermeisterei wurde 1927 in Amt Olmscheid umbenannt, dieses 1936 aufgelöst und mit anderen Ämtern zum seinerzeit neu gebildeten Amt Daleiden-Leidenborn zusammengeschlossen.

## Gemeinden und zugehörige Ortschaften
Zur Bürgermeisterei Olmscheid gehörten folgende Gemeinden (Stand 1843):
- Jucken (250 Einwohner) mit den Höfen Juckerstraße (2), Berensrech (11), Huscheid (11), Rothumseif (11) und Kockelberg (14)
- Kickeshausen (39)
- Olmscheid (217) mit den Höfen Olmscheiderfurth (7), Geicht (4) und Steinrausch (19)

Insgesamt lebten im Bürgermeistereibezirk 595 Menschen in 102 Wohnhäusern. Es gab in Olmscheid eine Kirche und eine Schule sowie in Jucken eine Kapelle (Stand 1843).
Bei einer statistischen Erhebung aus dem Jahr 1885 wurden 563 Einwohner in 117 Haushalten gezählt; alle Einwohner waren katholisch; die Fläche der zugehörenden Gemeinden betrug insgesamt 1.240 Hektar, davon waren 638 Hektar Ackerland, 137 Hektar Wiesen und 206 Hektar Wald.

## Geschichte
Alle Ortschaften im Verwaltungsbezirk der Bürgermeisterei gehörten vor 1794 zur Meierei Binscheid in der Herrschaft Dasburg, welche Teil des Herzogtums Luxemburg war. Im Jahr 1794 hatten französische Revolutionstruppen die Österreichischen Niederlande, zu denen das Herzogtum Luxemburg gehörte, besetzt und im Oktober 1795 annektiert. Unter der französischen Verwaltung gehörte das Gebiet zum Kanton Arzfeld, der verwaltungsmäßig dem Arrondissement Bitburg im Departement Wälder zugeordnet war.
Aufgrund der Beschlüsse auf dem Wiener Kongress wurde 1815 das vormals luxemburgische Gebiet östlich der Sauer und der Our dem Königreich Preußen zugeordnet. Unter der preußischen Verwaltung wurden im Jahr 1816 Regierungsbezirke und Kreise neu gebildet, linksrheinisch behielt Preußen in der Regel die Verwaltungsbezirke der französischen Mairies vorerst bei. Die Bürgermeisterei Olmscheid entsprach insoweit der vorherigen Mairie Olmscheid.
Die Bürgermeistereien Arzfeld, Daleiden, Dasburg und Olmscheid wurden schon in der zweiten Hälfte des 19. Jahrhunderts vom Daleidener Bürgermeister in Personalunion verwaltet, blieben aber eigenständige Verwaltungsbezirke.
So wie alle Landbürgermeistereien in der Rheinprovinz wurde die Bürgermeisterei Olmscheid 1927 in „Amt Olmscheid“ umbenannt. Schließlich wurde die zuletzt von Daleiden aus mitverwaltete Bürgermeisterei im Jahr 1936 aufgelöst und in das gleichzeitig neugebildete Amt Daleiden-Leidenborn eingegliedert.
Alle Ortschaften gehören heute verwaltungsmäßig zur Verbandsgemeinde Arzfeld im Eifelkreis Bitburg-Prüm in Rheinland-Pfalz.